# 캐스케이드산늑대

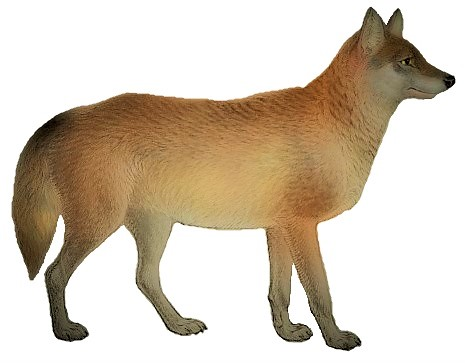

캐스캐이드산늑대 (학명 : Canis lupus fuscus, 영어: Cascade mountain wolf)는 늑대의 아종 중 하나로 캐나다의 브리티시컬럼비아주, 오리건주, 워싱턴주에 서식했던 늑대다. 이 늑대는 1940년 멸종하였고, 1945년 애드워드 알폰소 골드맨이 발견한 다른 지역의 늑대는 다른 종인 것으로 확인되었으며 이 종은 1839년 리차드슨이 처음 발견하였다.

## 외관
이 늑대는 계피색이며 길이는 165cm이고 무게는 36~49kg이다.